# Silvåkra sjö
Silvåkra sjö var en sjö, numera sankmark, som låg vid orten Silvåkra i nuvarande Lunds kommun, strax söder om Silvåkra kyrka. Sjön är sedan slutet av 1800-talet utdikad för att få tillgång till ny jordbruksmark.